# Адміністративний поділ Північної Кореї
Станом на 2004 рік Північна Корея була поділена на 9 провінцій (те, кор. 도, 道), 2 міста прямого підпорядкування (чікхальсі, 직할시, 直辖市) і 3 спеціальних адміністративних регіону. Вони в свою чергу поділені на спеціальні міста (тхиккипсі), міста (сі), повіти (кун), селища (куйок, еквівалент південнокорейським ку), і райони (ку і чхігу). Дрібніші адміністративні одиниці — тхон, ри та родонджагу.

## Перший рівень
| Мапа | Код   | Назва                                   | Хангиль    | Ханча      |
| --- | ----- | --------------------------------------- | ---------- | ---------- |
| Пхеньян Канвон Пхьонан-Південь Пхьонан-Північ Расон Хванхе-Південь Хванхе-Північ Хамгьон-Південь Хамгьон-Північ Чагандо ЯнганКитай Південна КореяЖовте море Корейська затока Японське море | KP-01 | Пхеньян (місто прямого підпорядкування) | 직평양할시 | 平壤直轄市 |
| Пхеньян Канвон Пхьонан-Південь Пхьонан-Північ Расон Хванхе-Південь Хванхе-Північ Хамгьон-Південь Хамгьон-Північ Чагандо ЯнганКитай Південна КореяЖовте море Корейська затока Японське море | KP-02 | Пхьонан-Південь                         | 평안남도   | 平安南道   |
| Пхеньян Канвон Пхьонан-Південь Пхьонан-Північ Расон Хванхе-Південь Хванхе-Північ Хамгьон-Південь Хамгьон-Північ Чагандо ЯнганКитай Південна КореяЖовте море Корейська затока Японське море | KP-03 | Пхьонан-Північ                          | 평안북도   | 平安北道   |
| Пхеньян Канвон Пхьонан-Південь Пхьонан-Північ Расон Хванхе-Південь Хванхе-Північ Хамгьон-Південь Хамгьон-Північ Чагандо ЯнганКитай Південна КореяЖовте море Корейська затока Японське море | KP-04 | Чагандо                                 | 자강도     | 慈江道     |
| Пхеньян Канвон Пхьонан-Південь Пхьонан-Північ Расон Хванхе-Південь Хванхе-Північ Хамгьон-Південь Хамгьон-Північ Чагандо ЯнганКитай Південна КореяЖовте море Корейська затока Японське море | KP-05 | Хванхе-Південь                          | 황해남도   | 黃海南道   |
| Пхеньян Канвон Пхьонан-Південь Пхьонан-Північ Расон Хванхе-Південь Хванхе-Північ Хамгьон-Південь Хамгьон-Північ Чагандо ЯнганКитай Південна КореяЖовте море Корейська затока Японське море | KP-06 | Хванхе-Північ                           | 황해북도   | 黃海北道   |
| Пхеньян Канвон Пхьонан-Південь Пхьонан-Північ Расон Хванхе-Південь Хванхе-Північ Хамгьон-Південь Хамгьон-Північ Чагандо ЯнганКитай Південна КореяЖовте море Корейська затока Японське море | KP-07 | Канвон                                  | 강원도     | 江原道     |
| Пхеньян Канвон Пхьонан-Південь Пхьонан-Північ Расон Хванхе-Південь Хванхе-Північ Хамгьон-Південь Хамгьон-Північ Чагандо ЯнганКитай Південна КореяЖовте море Корейська затока Японське море | KP-08 | Хамгьон-Південь                         | 함경남도   | 咸鏡南道   |
| Пхеньян Канвон Пхьонан-Південь Пхьонан-Північ Расон Хванхе-Південь Хванхе-Північ Хамгьон-Південь Хамгьон-Північ Чагандо ЯнганКитай Південна КореяЖовте море Корейська затока Японське море | KP-09 | Хамгьон-Північ                          | 함경북도   | 咸鏡北道   |
| Пхеньян Канвон Пхьонан-Південь Пхьонан-Північ Расон Хванхе-Південь Хванхе-Північ Хамгьон-Південь Хамгьон-Північ Чагандо ЯнганКитай Південна КореяЖовте море Корейська затока Японське море | KP-10 | Янган                                   | 량강도     | 兩江道     |

### Спеціальні адміністративні регіони
Спеціальні адміністративні регіони були утворені у 2002:
- Промисловий регіон Кесон (개성 공업 지구, 開城工業地區)
- Туристичний регіон Кимгансан (금강산 관광 지구, 金剛山觀光地區)
- Спеціальний адміністративний регіон Синийджу (신의주 특별 행정구, 新義州特別行政區)

## Колишні міста прямого підпорядкування
- Чхонджін (청진시, 淸津市) було містом прямого підпорядкування до 70-х років, зараз є частиною провінції Хамгьон-Пукто.
- Хамхин (함흥시, 咸興市) було містом прямого підпорядкування в 1960–1970-х роках, зараз є частиною провінції Хамгьон-Намдо.
- Кесон (개성시, 開城市) (не плутати з промисловим регіоном Кесон) було містом прямого підпорядкування з 1949 до 2003 року, зараз є частиною провінції Хванхе-Пукто.
- Нампхо Тхиккипсі (남포 특급 시, 南浦 特级 市) було містом прямого підпорядкування з 1981 до 2004 року, зараз є частиною провінції Пхьонган-Намдо.
- Расон Чікхальсі (라선 (라진 — 선봉) 직할시, 罗 先 (罗 津 — 先锋) 直辖市) було містом прямого підпорядкування з 1993 до 2006 року, зараз — частина Хамгьон-Пукто